# Вайнленд (тауншип, Миннесота)
Вайнленд (англ. Vineland) — тауншип в округе Полк, Миннесота, США. На 2000 год его население составило 133 человека.

## География
По данным Бюро переписи населения США площадь тауншипа составляет 118,7 км², из которых 118,7 км² занимает суша, водоёмов нет.

## Демография
По данным переписи населения 2000 года здесь находились 133 человека, 38 домохозяйств и 31 семья. Плотность населения —  1,1 чел./км². На территории тауншипа расположено 45 построек со средней плотностью 0,4 построек на один квадратный километр. Расовый состав населения: 89,47 % белых, 5,26 % афроамериканцев, 0,75 % коренных американцев, 4,51 % — других рас США. Испанцы или латиноамериканцы любой расы составляли 8,27 % от популяции тауншипа.
Из 38 домохозяйств в 42,1 % воспитывались дети до 18 лет, в 71,1 % проживали супружеские пары, в 10,5 % проживали незамужние женщины и в 15,8 % домохозяйств проживали несемейные люди. 13,2 % домохозяйств состояли из одного человека, при том 13,2 % из — одиноких пожилых людей старше 65 лет. Средний размер домохозяйства — 3,50, а семьи — 3,81 человека.
32,3 % населения — младше 18 лет, 10,5 % — в возрасте от 18 до 24 лет, 19,5 % — от 25 до 44, 21,8 % — от 45 до 64, и 15,8 % — старше 65 лет. Средний возраст — 36 лет. На каждые 100 женщин приходилось 95,6 мужчин. На каждые 100 женщин старше 18 приходилось 114,3 мужчин.
Средний годовой доход домохозяйства составлял 27 500 долларов, а средний годовой доход семьи —  31 250 долларов. Средний доход мужчин —  12 222  доллара, в то время как у женщин — 19 375. Доход на душу населения составил 11 180 долларов. За чертой бедности находились 16,7 % семей и 22,1 % всего населения тауншипа, из которых 42,1 % младше 18 и 8,7 % старше 65 лет.